# Attila Balázs
Attila Balázs (* 27. September 1988 in Budapest) ist ein ehemaliger ungarischer Tennisspieler.

## Karriere
Zu Anfang seiner Karriere spielte Balázs ausschließlich Turniere auf der ITF Future Tour und ATP Challenger Tour. Auf ersterer gewann er bis 2018 im Einzel 29 und im Doppel 13 Titel. In Palermo setzte er sich 2010 im Finale gegen Martin Fischer in drei Sätzen durch, während er bereits 2008 in Banja Luka an der Seite seines Trainers Amir Hadad die Doppelkonkurrenz gewann, was seine ersten Titel der Challenger Tour bedeuteten. Der Erfolg in Palermo beförderte Balázs auf Rang 153 in der Weltrangliste, was seine bis dato höchste Platzierung gewesen war. 2010 nahm er an den Qualifikationen der Grand-Slam-Turniere für die Hauptfelder der French Open und US Open teil, kam jedoch nicht über die erste Runde hinaus.
Auf der ATP World Tour gelang ihm 2012 beim Turnier in Bukarest die erstmalige Qualifikation für das Hauptfeld. In der ersten Runde besiegte Balázs, auf Rang 450 der Weltrangliste notiert, den auf Rang 64 geführten Slowaken Lukáš Lacko in drei Sätzen. Im Achtelfinale traf er auf Potito Starace, Nummer 76 der Welt, und behielt in zwei Sätzen die Oberhand. Mit dem Belgier Xavier Malisse besiegte er anschließend erstmals einen Top-50-Spieler, als er den auf Rang 45 notierten Malisse im Viertelfinale in drei Sätzen bezwang. Gegen Fabio Fognini blieb er im Halbfinale chancenlos und schied mit 3:6, 1:6 aus dem Turnier aus. In dem Jahr gelang ihm auf der ATP World Tour im Einzel nur ein weiterer Matcherfolg in Kitzbühel, wo er in der zweiten Runde an Philipp Kohlschreiber scheiterte.
In den Jahren zwischen 2013 und 2016 trat Balázs fast ausschließlich auf der ITF-Tour an. Im Jahr 2017 erreichte er im Einzel bei den Challenger-Turnieren in Ostrava und Lissabon das Halbfinale. Zudem gelang ihm an der Seite des Brasilianers Fabiano de Paula in Biella sein zweiter Doppeltitel bei einem Challenger. Im Folgejahr holte er sich seinen dritten Doppeltitel auf der Challengertour, als er und Amir Hadad die Finalpartie in Ostrava für sich entscheiden konnten. Kurz danach erreichten er und Andrea Vavassori das Doppelfinale von Posen, in dem sie den Polen Mateusz Kowalczyk und Szymon Walków unterlagen. Im Einzel kam er 2018 in drei Challenger-Turnieren in Caltanissetta, Poprad-Tatry und Perugia bis ins Halbfinale.
Nachdem er 2019 bei den Challengern in Prostějov und Bratislava die Finalpartien erreicht hatte, kam er beim Turnier in Umag zum ersten Mal in ein Einzelfinale auf der ATP World Tour; er verlor dieses gegen Dušan Lajović in zwei Sätzen.
Bei seiner ersten Turnierteilnahme im Jahr 2020 erreichte Balázs beim Challenger von Bangkok die Finalrunde, wo er sich gegen Aslan Karazew durchsetzen konnte. Im Februar erreichte beim World-Tour-Turnier in Rio de Janeiro als Lucky Loser das Halbfinale, welches er gegen Gianluca Mager verlor. In der Folge platzierte sich Balázs zum ersten Mal in den Top 100 der Tennisweltrangliste. Nach der Turnierpause aufgrund der COVID-19-Pandemie konnte er bis auf einen Matcherfolg bei den French Open nur noch Erstrundenniederlagen verbuchen. In der Folge fiel er wieder aus den Top 100 heraus. 2021 trat er nur bei zwei Turnieren an, wo er jeweils in der ersten Runde ausschied. Auch ein Jahr später folgten fast ausschließlich Matchverluste in den ersten Runden; einzige Ausnahme war eine Viertelfinalteilnahme im österreichischen Mauthausen. Auch 2023 stellte sich kein Erfolg ein. Im Februar 2024 gab er sein Karriereende bekannt.
Seit 2009 spielte Balázs für die ungarische Davis-Cup-Mannschaft. Bis 2021 trat er in 14 Begegnungen für die Mannschaft an und konnte 19 seiner 32 Matches für sein Team gewinnen.

## Persönliches
Der Bruder von Attila, György Balázs (* 1985), war ebenfalls Profi und insbesondere als Juniorenspieler erfolgreich.

## Erfolge
| Legende (Anzahl der Siege)  |
| Grand Slam                  |
| ATP World Tour Finals       |
| ATP World Tour Masters 1000 |
| ATP World Tour 500          |
| ATP World Tour 250          |
| ATP Challenger Tour (5)     |

### Einzel

#### Turniersiege
| Nr. | Datum            | Turnier | Belag     | Finalgegner    | Ergebnis        |
| --- | ---------------- | ------- | --------- | -------------- | --------------- |
| 1.  | 10. Oktober 2010 | Palermo | Sand      | Martin Fischer | 7:64, 2:6, 6:1  |
| 2.  | 18. Januar 2020  | Bangkok | Hartplatz | Aslan Karazew  | 7:65, 0:6, 7:66 |

#### Finalteilnahmen
| Nr. | Datum         | Turnier | Belag | Finalgegner   | Ergebnis |
| --- | ------------- | ------- | ----- | ------------- | -------- |
| 1.  | 21. Juli 2019 | Umag    | Sand  | Dušan Lajović | 5:7, 5:7 |

### Doppel

#### Turniersiege
| Nr. | Datum              | Turnier    | Belag | Partner          | Finalgegner                    | Ergebnis         |
| --- | ------------------ | ---------- | ----- | ---------------- | ------------------------------ | ---------------- |
| 1.  | 20. September 2008 | Banja Luka | Sand  | Amir Hadad       | Rameez Junaid Philipp Marx     | 7:5, 6:2         |
| 2.  | 5. August 2017     | Biella     | Sand  | Fabiano de Paula | Johan Brunström Dino Marcan    | 5:7, 6:4, [10:4] |
| 3.  | 5. Mai 2018        | Ostrava    | Sand  | Gonçalo Oliveira | Lukáš Rosol Serhij Stachowskyj | 6:0, 7:5         |

## Abschneiden bei Grand-Slam-Turnieren

### Einzel
| Turnier         | 2010 | 2011 | 2012 | 2013 | 2014 | 2015 | 2016 | 2017 | 2018 | 2019 | 2020 | 2021 | 2022 | 2023 | Karriere |
| --------------- | ---- | ---- | ---- | ---- | ---- | ---- | ---- | ---- | ---- | ---- | ---- | ---- | ---- | ---- | -------- |
| Australian Open | —    | —    | —    | —    | —    | —    | —    | —    | —    | —    | —    | 1    | —    | —    | 1        |
| French Open     | Q1   | Q1   | —    | —    | —    | —    | —    | —    | Q1   | Q2   | 2    | —    | 1    | —    | 2        |
| Wimbledon       | —    | —    | —    | —    | —    | —    | —    | Q1   | Q2   | Q3   |      | —    | 1    | —    | 1        |
| US Open         | Q1   | —    | —    | —    | —    | —    | —    | —    | —    | —    | 1    | —    | —    | 1    | 1        |

Zeichenerklärung: S = Turniersieg; F, HF, VF, AF = Einzug ins Finale / Halbfinale / Viertelfinale / Achtelfinale; 1, 2, 3 = Ausscheiden in der 1. / 2. / 3. Hauptrunde; Q1, Q2, Q3 = Ausscheiden in der 1. / 2. / 3. Qualifikationsrunde; nicht ausgetragen